# Mittelmühle (Pottenstein)

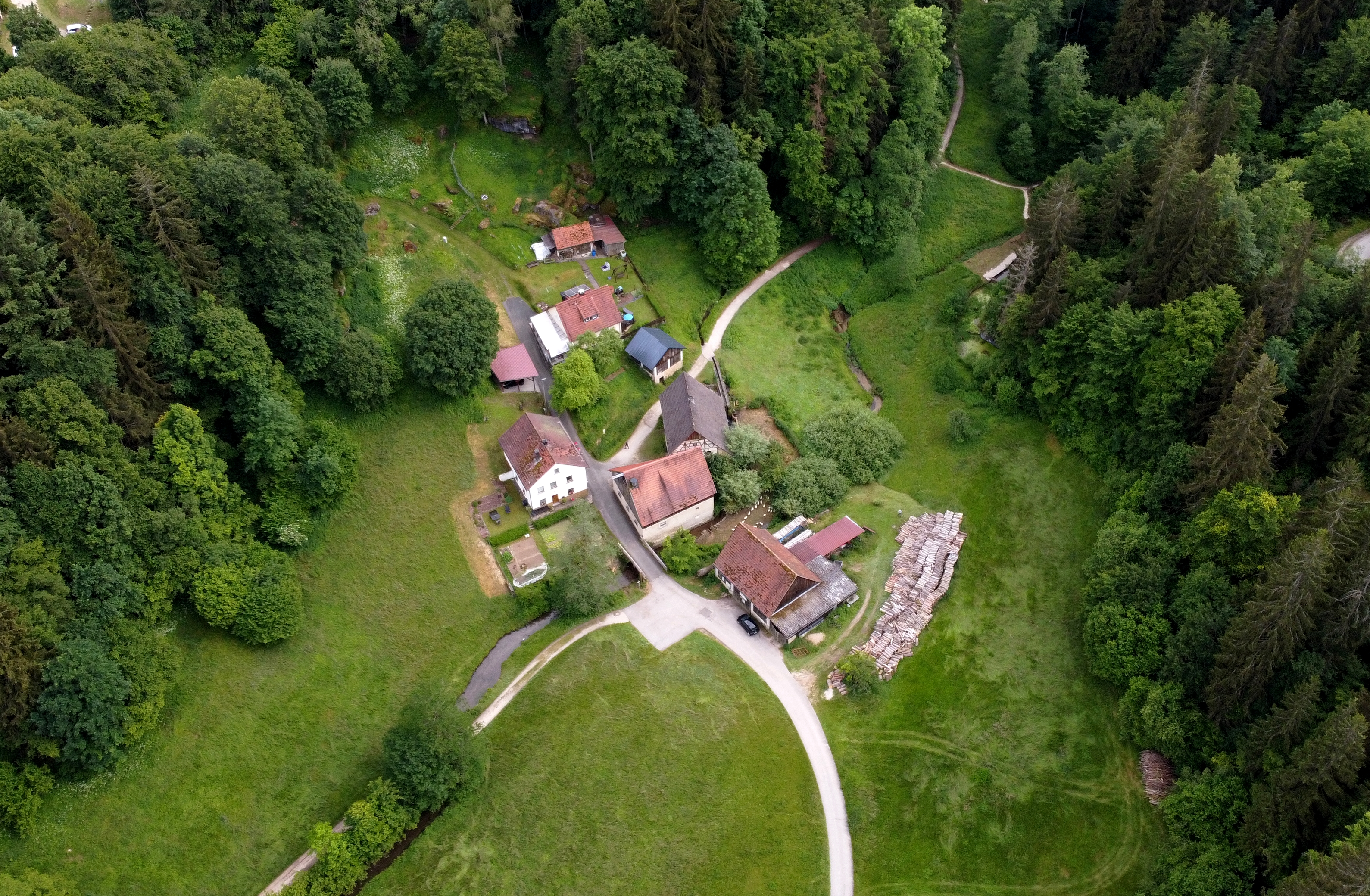
Luftbild von Mittelmühle (2024)

Mittelmühle ist ein Gemeindeteil der Stadt Pottenstein im Landkreis Bayreuth (Oberfranken, Bayern). Mittelmühle liegt in der Gemarkung Elbersberg.

## Lage
Die Einöde liegt im Klumpertal in der Fränkischen Schweiz auf freier Flur, etwa 3 km südöstlich von Pottenstein am Weihersbach, einem Zufluss der Püttlach. Eine Verbindungsstraße führt zur Bundesstraße 470 und nach Kirchenbirkig.

## Geschichte
1520 wurde die Mittelmühle im Zusammenhang mit dem Altenhof erstmals erwähnt. Die Mittelmühle verdankt ihren Namen wohl der Lage in der Mitte zwischen der Schüttersmühle und der abgegangenen Klumpermühle.
1801 gehörte sie zu Altenhof. Der Mühlenbetrieb wurde vor 1940 eingestellt, heute wird Landwirtschaft betrieben.
Der Gemeindeteil der ehemaligen Gemeinde Elbersberg wurde im Zuge der Gebietsreform in Bayern zusammen mit seinem Hauptort im Jahr 1978 nach Pottenstein eingegliedert.